# كأس نيوزيلندا 1996
كأس نيوزيلندا 1996 (بالإنجليزية: 1996 Chatham Cup)‏ هو موسم من كأس نيوزيلندا. فاز فيه Waitakere City FC ‏.